# MPEG-1
MPEG-1 er ment til kodningen af videostrømme i 1,5MBit/s, og er opdelt i fem dele:
1. Systems – beskriver hvordan de forskellige dele af en kodet strøm af lyd og billeder kan kombineres i én strøm, og beskriver heri også hvordan man kan synkronisere komponenterne af sådan strøm.
2. Video – beskriver hvordan billededelen kan kodes, både hvordan hver enkelt ramme er kodet, samt hvordan man kan udnytte tidsmæssig redundans i strømmen til at opnå kompression.
3. Audio – beskriver hvordan en lydstrøm er kodet.
4. Compliance testing – beskriver hvordan man kan kontrollere korrektheden af en kodet strøm.
5. Software simulation – er en referencemodel for en lyd- og billedekoder.

| Enheder | Spire Denne artikel om standarder og måleenheder er en spire som bør udbygges. Du er velkommen til at hjælpe Wikipedia ved at udvide den. |